# Liste des planètes mineures non numérotées découvertes avant fin 1990
Pour un article plus général, voir Liste des planètes mineures.
Cet article dresse la liste des planètes mineures (astéroïdes, centaures, objets transneptuniens et assimilés) non numérotées découvertes avant fin 1990 dans l'ordre de leur découverte.
Au 15 janvier 2025, 661 077 des 1 434 993 planètes mineures répertoriées par le Centre des planètes mineures ne sont pas encore numérotées, soit 46,07 %.

## Rappel concernant la désignation provisoire
La désignation provisoire indique l'ordre de découverte de ces objets. En effet, cette désignation est composée de l'année de découverte (par exemple 1990) suivie de la quinzaine (demi-mois) de découverte (p.e. A = 1-15 janvier) puis de l'ordre de découverte dans cette quinzaine. Cet ordre est indiqué par une lettre et éventuellement un chiffre comme suit : A pour la première découverte, B pour la deuxième, ..., Z pour la 25e (le I n'est pas utilisé pour éviter la confusion avec 1), A1 pour la 26e, B1 pour la 27e, etc. , Z1 pour la 50e, A2 pour la 51e, B2 pour la 52e, etc. L'ordre de la numérotation ne suit donc pas l'ordre alphanumérique. 1990 AA1 suit ainsi 1990 AZ et précède 1990 AB1.

## Liste

### 1927
- 1927 LA

### 1935
- 1935 UZ

### 1937
- 1937 CK

### 1939
- 1939 RR

### 1942
- 1942 RH

### 1960
- 1960 SB1
- 4847 P-L
- 6331 P-L
- 6344 P-L

### 1979
- 1979 MW5
- 1979 XB

### 1981
- 1981 EN35

### 1982
- 1982 YA

### 1983
- 1983 QC

### 1984
- 1984 QL1

### 1986
- 1986 JE
- 1986 NA

### 1988
- 1988 NE
- 1988 PF1
- 1988 RH9

### 1989
- 1989 AZ
- 1989 FR

### 1990
- 1990 HY6
- 1990 UN